# Сычовка (Черкасская область)
Сычо́вка (укр. Сичівка) — село в Уманском районе Черкасской области Украины.
Почтовый индекс — 20041. Телефонный код — 4745.

## Население
Население по переписи 2001 года составляло 965 человек.

### Языковой состав
Родной язык населения по данным переписи 2001 года:
| Язык       | Численность, чел. | Доля     |
| ---------- | ----------------- | -------- |
| Украинский | 946               | 98,03 %  |
| Русский    | 17                | 1,76 %   |
| Другое     | 2                 | 0,21 %   |
| Итого      | 965               | 100,00 % |

## Местный совет
20041, Черкасская обл., Христиновский р-н, с. Сычовка